# Rudlice
Rudlice – wieś w Polsce położona w województwie łódzkim, w powiecie wieluńskim, w gminie Ostrówek.

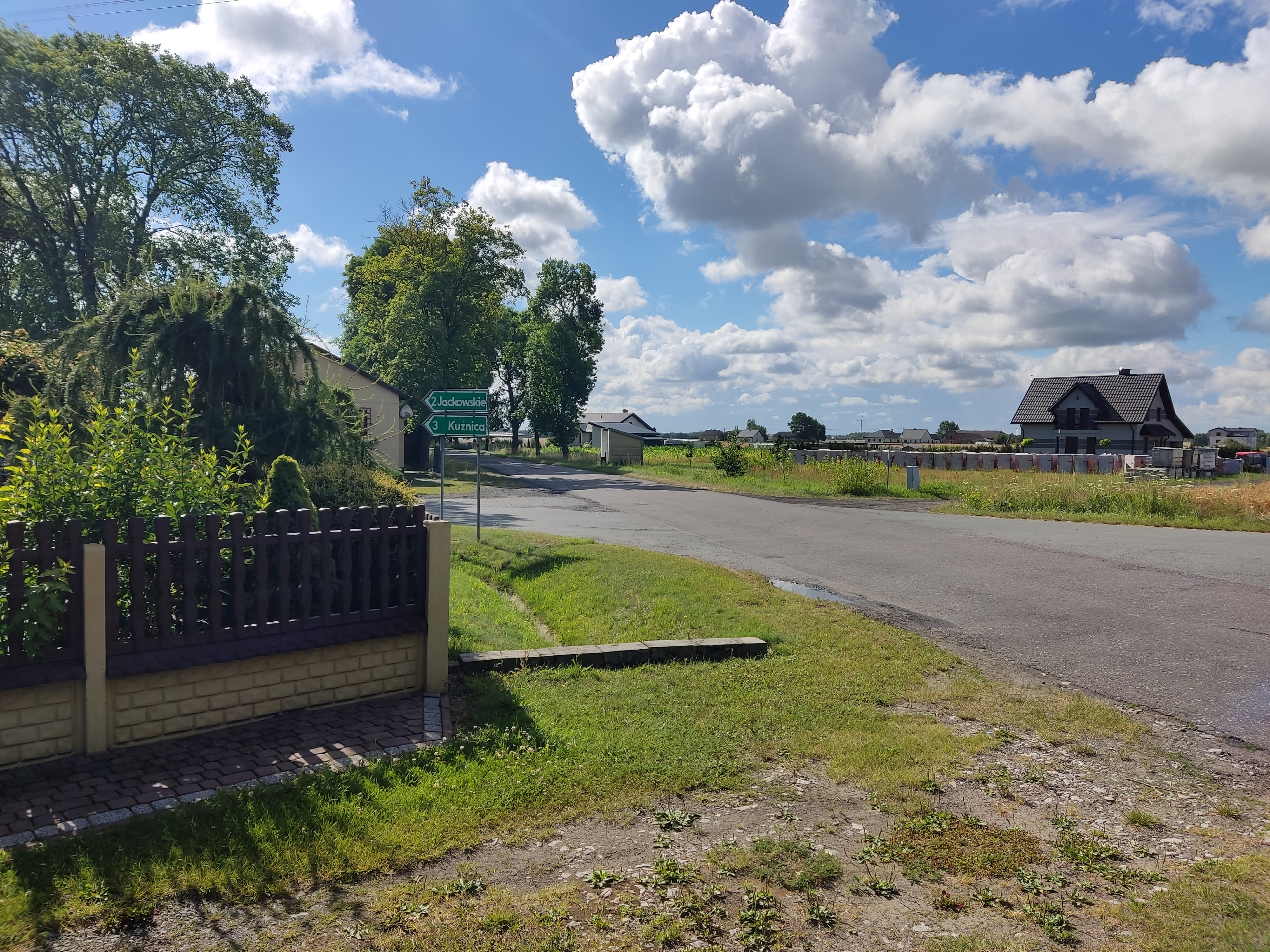
Droga w kierunku Skrzynna

## Historia
Miejscowość historycznie należy do ziemi wieluńskiej, która leżała w Wielkopolsce. Ma metrykę średniowieczną i istnieje co najmniej od XV wieku. Wymieniona w 1416 i 1465 pod obecnie stosowaną nazwą „Rudlice” .
W 1416 średniowieczne dokumenty odnotowały Alberta z Rudy Rudliczej. Wieś należała do szlachty. W 1432 Piotr Zajączek z Wrzącej, kasztelan rozpierski ufundował altarię przy kościele w Rudlicach. W 1465 zapisał on również córkom 80 grzywien posagu na Rudlicach oraz Kuźnicy. W 1490 odnotowany został Jan Zajączek z Rudlic. W 1511 wieś odnotowano w powiecie wieluńskim. W 1518 liczyła 7 łanów .
W 1520 w miejscowości wzniesiono kościół ś. Mikołaja i stała się ona siedzibą parafii. Należało do niej 6 wsi oraz Kuźnica. Pleban miał 2 łany oraz pobierał dziesięcinę snopową z 2 łanów sołtysich, które zajął dziedzic oraz z karczmy i ról młynarza, a od zagrodników, chałupników i karczmarzy po 1 groszu stołowego. Altaria ś. Wojciecha w kościele rudlickim posiadała 1 łan, ponadto każdy z kmieci dawał jej 14 groszy i ćw. żyta. Przynależała jej także dziesięcina snopową z ról kmiecych i folwarku plebanów w Unikowie. W 1552 wieś była własnością szlachcica A. Brodnickiego. Gospodarowało w niej 11 kmieci. Stały w niej karczma oraz młyn. W 1553 liczyła 3 łany .
Ze względu na okoliczne lasy, większość mieszkańców zajmowała się rąbaniem drewna. Chrześcijaństwo dotarło na te tereny za sprawą najbliższego grodu lub dworu szlacheckiego.
We wsi do roku 1809 istniał drewniany kościół pw. św. Mikołaja. Konsekrowany został 30 IX 1601 r. Kościół w ciągu dwóch stuleci znacznie podupadł, a przed 1809 roku rozebrano go. W 1809 Nepomucen i Cecylia Rychłowscy ufundowali nowy kościół, tym razem pod wezwaniem Trójcy Przenajświętszej. Zniszczony został na początku XX wieku.
W latach 1975–1998 miejscowość administracyjnie należała do województwa sieradzkiego.